# پیتر گرین
پیتر گرین (انگلیسی: Peter Greene؛ زادهٔ ۸ اکتبر ۱۹۶۵) هنرپیشه اهل ایالات متحده آمریکا است. از فیلم‌هایی که وی در آن نقش داشته است، می‌توان به داستان عامه‌پسند، مظنونین همیشگی، ماسک، روز تعلیم، جنتلمن راهزن، سوراخ کشتن، دلالان بدن، همسر مرد ثروتمند و نیمه‌شب ماندگار اشاره کرد.